# Alessandro Tura
Alessandro Tura (Asiago, 26 maggio 1991) è un hockeista su ghiaccio italiano.

## Palmarès

### Club
- Campionato italiano: 2

Asiago: 2012-2013, 2014-2015
- Supercoppa italiana: 2

Asiago: 2013, 2015
- Campionato italiano - Serie B: 1

Milano Rossoblu: 2016-2017
- Coppa Italia: 2

Milano Rossoblu: 2016-2017, 2017-2018
- Italian Hockey League - Division I: 1

Ares Sport: 2023-2024